# Ferdo Bis
Ferdinand Ferdo Bis (Zagreb, 5. travnja 1910. – Zagreb, 31. siječnja 1980.), hrvatski akademski slikar, jedan je od pionira hrvatskog grafičkog dizajna, strip crtač, scenograf i animator crtanih filmova.

## Životopis
Kao slikar radio je većinom male formate u ulju, temperi i akvarelu. 
Važniji dio njegova djelovanja bile su reklame, grafički dizajn, crtani film i ilustracije. Uz vrlo egzakatan crtež nerijetko se služio i tada vrlo modernim geometrijskim rješenjima. 
U razdoblju od 1938. do 1943. godine bavio se intenzivno stripom i scenografijom za crtane filmove, u tom razdoblju opremio je i više od 30 knjiga. 
Nakon drugog svjetskog rata, Ferdo Bis se posvećuje grafičkom dizajnu i opremanju knjiga(ilustraciji), a u periodu od 1957. do 1962. godine i filmskom umetnošću. 
Veliki dio njegove umjetničke ostavštine izgorio je u požaru ateljea 1978. godine.

## Izložbena aktivnost
- Zagrebački trijenale“ (1955. i 1959),
- Izložba jugoslovenskih plakata (Beograd, 1959)
- Grafički dizajn (Zagreb, 1968).

## Filmografija
- Čarobni zvuci“ (1957. animirani film / scenograf)
- Premijera  (1957. animirani film / scenograf)
- Put u svemir“ (1958. animirani film/ scenograf)
- 2+2=3 (1961. animirani lutka film, scenograf i glavni animator),
- Pijana ulična lampa (1962. scenograf i glavni animator )
- Zahvalna metla(1962. scenograf i glavni animator)

## Stripografija
- Četiri jahača Apokalipse (1938/39. scenarij Franjo M. Fuis)
- Tri hajduka (1938. prema pjesmi Jovana Jovanovića Zmaja)
- Grbavac sa željeznom maskom (1939.)
- Flota kapetana Smrt (1939.)
- Doživljaji male Shirley Temple i crnca Sama Sanjala (1938.)
- Kurir Oregona (1939/40.)
- Tajna dvora Balmor (1939/40.)
- Morski vuk (1940.)
- Blago cara Solomuna (1941.)
- Doživljaji malog Kuku Kokosa (1941.)
- Atlantida (1943. prema romanu P. Benoa obradio Marcel Čukli)

## Vanjske poveznice
- Ferdinand Ferdo Bis  Arhivirana inačica izvorne stranice od 6. rujna 2008. (Wayback Machine)